# Parlamentsvalget i Holland 2006
Parlamentsvalget i Holland 2006 (Tweede Kamerverkiezingen) fandt sted 22. november 2006. Oprindeligt skulle valget være holdt ved valgperiodens slutning og var fastsat til onsdag den 16. maj 2007, men rykket en dag frem til 15. maj, da den følgende torsdag var en feriedag. Imidlertid blev et fremskudt valg i november nødvendigt, da regeringen Balkenende II i slutningen af juni mistede sit parlamentariske flertal, fordi det mindste parti, D66, trak sig ud af i koalitionsregeringen. Statsminister Balkenende tilbød derpå at træde tilbage, men blev af dronningen opfordret til at lede en mindretalsregering, regeringen Balkenende III. Selvom denne regering kunne skaffe flertal fra sag til sag sammen med små partier, ville den ikke fortsætte hele valgperioden ud og udskrev derfor valg.
Der er 150 pladser i det hollandske parlaments andetkammer (Tweede Kamer). Valget gik forholdsvis godt for det førende regeringsparti, Christen-Democratisch Appèl (CDA), som fortsat blev det største parti med 41 pladser, hvilket var et tab på tre mandater. Den største mandatgevinst fik socialistpartiet (SP), som gik fra ni til 25 mandater. Det største oppositionsparti, det socialdemokratiske arbejderparti PdvA tabte ni af sine 42 pladser, men også det højre-liberale Volkspartij voor Vrijheid en Democratie (VVD) og det progressive liberale Democraten 66 (D66) led væsentlige tab af mandater, henholdsvis seks af 28 og tre ud af seks. Nye partier som det højreorienterede frihedsparti Partij voor de Vrijheid (PVV) under det tidligere parlamentsmedlem for VVD Geert Wilders og dyreretspartiet Partij voor de Dieren (PvdD) havde succes, idet PVV fik ni mandater, mens PvdD opnåede to mandater og derved blev den første dyreretsgruppe, som fik plads i et europæisk parlament.
Langvarige forhandlinger i 2006-2007 om regeringsdannelsen mundede 22. februar 2007 ud i dannelse af en kristelig-social regering, regeringen Balkenende IV, der er en koalitionsregering bestående af partierne CDA, PvdA og ChristenUnie.

## Valgtemaer
Hovedspørgsmålet i valget gjaldt den økonomiske politik, som var ført af centrum-højre regeringen Balkenende II bestående af kristendemokraterne CDA, det liberalt-konservative VVD og det progressive liberale D66, og naturligvis også den fremtidige økonomiske politik og sammensætningen af den kommende regering Andre vigtige emner var integration af indvandrere og miljøspørgsmål.

### Magtspørgsmålet
Det blev hurtigt et vigtigt spørgsmål, hvilket parti der ville blive det største – det kristeligt-demokratiske CDA eller det største oppositionsparti, det socialdemokratiske PvdA. Det mindede om situationen ved valget i 2003. Det største parti har dels initiativet i forhandlingerne om regeringsdannelsen, og dels vil det normalt besætte statsministerposten, hvis det kommer i regering. I medier omtaltes valget derfor som en 'titanernes kamp' mellem statsminister Jan Peter Balkenende (CDA) og skyggestatsministeren Wouter Bos (PvdA).

### Socialøkonomiske emner
Debatterne under valgkampen domineredes af socialøkonomiske spørgsmål og herunder især den politik, de tre Balkenende-regeringer havde ført. De foregående fire år havde de implementeret et ambitiøst reformprogram, der involverede skattenedsættelser, reformer af socialpolitikken og investeringer i uddannelse. Målet havde været at give den hollandske økonomi et skub fremad, men foranstaltningerne mødte stor modstand, bl.a. i form af store demonstrationer i 2003, 2004 og 2005, organiseret af den største fagforening, FNV, og de tre vigtigste oppositionspartier. De kritiserede regeringen for at gennemføre disse foranstaltninger på det forkerte tidspunkt, fordi det skete under en recession, og påstod, at regeringen lod de fattige og socialt svage betale for et økonomisk opsving. I den forbindelse blev der fokuseret på en påstand om, at 10% af befolkningen levede i fattigdom, og henviste som eksempel til det stigende antal 'voedselbanken' (gratis bespisningssteder). Da økonomiens tilstand bedredes i 2006, dæmpedes imidlertid den offentlige utilfredshed.
Der fremstod nogenlunde tre hovedholdninger til den fremtidige hollandske økonomiske politik:
- CDA påstod, at reformerne allerede var gennemført, og at den kommende regering ikke behøvede at tage yderligere, alvorlige skridt.
- VVD ønskede fortsatte reformer for yderligere at forbedre den hollandske økonomi. Det skulle omfatte skattenedsættelser og reduktion af bureaukratiet.
- Oppositionspartierne PvdA, SP og GL ønskede i lighed med ChristianUnion at tilbageføre nogle af foranstaltningerne og styrke den offentlige sektor, særlig sundhedssektoren og indsatsen for de fattige. PvdA og det grønne venstre meddelte yderligere, at de ønskede at reformere dele af økonomien og velfærdssystemet. For eksempel annoncerede Wouter Bos, lederen af PvdA, at han ønskede at beskatte pensioner, så rige ældre kom til at betale mere skat af deres pensioner end de fattige pensionister. Det hollandske pensionssystem er en kombination af en statslig pension (AOW) og en obligatorisk egen pensionsopsparing. Den sidstnævnte ønskede Bos at beskatte progressivt. Forslaget medførte betragtelig diskussion, både i og udenfor Bos' eget parti. Marcel van Dam, forhenværende minister og nu kommentator i avisen de Volkskrant, skrev 22. juni et kritisk indlæg om forslaget,[2] og CDA's nr. 2 på listen, Maxime Verhagen afspillede gentagne gange under valgkampen lydoptagelser af forslaget for at fremhæve, at PvdA ville være et upålideligt parti for de ældre.[3] Bos nedtonede senere sin plan: Kun kommende pensionister skulle betale den foreslåede pensionsskat.[4]

### Immigration og integration
Immigrations- og integrationsspørgsmål, som havde domineret valgene i 2002 og 2003, var tydeligt mindre vigtige denne gang.
Fokus var mest på Rita Verdonk, minister for immigration og integration, hvis politik havde omfattet reduktion af antal indvandrere og som havde indført obligatoriske integrationskurser for flygtninge og indvandrere. Verdonks holdninger omkring indvandrere var især i søgelyset efter at hendes håndtering af krisen omkring statsborgerskabet for det hollandske parlamentsmedlem Ayaan Hirsi Ali havde medført regeringens fald.
Debatterne handlede især om behandlingen af de 26.000 asylansøgere, hvis sager havde været under behandling i fem år. Venstre-oppositionen (partierne PvdA, SP, GL og CU), ønskede med tilslutning fra den tidligere koalitionspartner D66 en generel opholdstilladelse for denne gruppe. CDA, VVD og de mindre højre-partier under Geert Wilders og Marco Pastors var modstandere af et sådant skridt, som de mente ville tiltrække flere illegale immigranter. Minister Verdonk hævdede, at hun allerede havde klaret problemet med de pågældende 26.000 ansøgere ved at sende mange tilbage til deres hjemlande og udstede opholdstilladelse til mange af de øvrige.
Et andet og mindre emne var et forbud mod burkaer og anden beklædning, som dækker ansigtet, og som minister Verdonk annoncerede den 17. november 2006. Oppositionspartiet PvdA kaldte loven et "valgkneb", og en muslimsk talsmand kaldte det "en stor lov om et lille problem."
Flere højreorienterede partier, som One NL og PVV gjorde immigrations- og integrationsspørgsmål til mærkesager. Wilders fra PVV ønskede et totalt stop for indvandring fra ikke-vestlige lande, forbud mod dobbelt statsborgerskab og stop for bygning af nye moskeer. Wilders sagde, at "Islamiseringen af Holland" er en "tsunami" som må stoppes, "fordi den truer vor kultur."

### Miljø
Også miljøspørgsmål kom frem som tema under valgkampen, men forblev et mindre emne.
Miljøemnet vakte første gang opmærksomhed ved en aktion af Greenpeace under CDA's partikongres den 3. september 2006. Under en tale af parlamentsformanden Maxime Verhagen rullede aktivister fra Greenpeace et langt banner ud med teksten: "CDA går ind for 240.000 år med atomaffald", idet dette refererede til den foregående dags nyhed om, at CDA's juniorminister for miljø, Pieter van Geel var åben for nye muligheder for brug af kerneenergi i Holland. Fire aktivister arresteredes i forbindelse med episoden
Andre begivenheder som bragte miljøemnet frem i debatten var udgivelsen af Stern rapporten fra den engelske regering samt et besøg af Al Gore i Amsterdam som led i promoveringen af hans film An Inconvenient Truth.
Partiet GroenLinks fokuserede på dette emne i hele valgkampen og stod bag annoncer med teksten: "Hvem stemmer strategisk, når polarkalotterne smelter?" Dyreretspartiet "Partij voor de Dieren" førte valgkamp på et emne, der havde relation til miljøet i bredere forstand: Behandlingen af dyr i Holland og især i hollandsk landbrug.

## Begivenheder op til valgdagen

### Partivalg
I måneden før regeringens tilbagetræden stemte to partier om deres spidskandidat til næste valg, som var forudset at skulle ske i 2007. Hos det konservativt-liberale VVD vandt den mere liberalt orienterede statssekretær for videnskab og højere uddannelse Mark Rutte over den mere konservative minister uden portefølje for immigration og integration Rita Verdonk. Hos det progressivt liberale parti D66 vandt den mere radikalt-demokratisk indstillede minister uden portefølje for reform af regeringen Alexander Pechtold over den mere social-liberalt indstillede Lousewies van der Laan.

### Regeringens afgang
Den direkte årsag til, at der den 20. juni 2006 blev udskrevet valg til afholdelse 22. november 2006 var, at D66 dagen forinden trak sin støtte til regeringen tilbage på grund af uenighed om Rita Verdonks behandling af Ayaan Hirsi Ali-sagen. En ny regering (Balkende III) fortsatte som forretningsministerium frem til valget. Oppositionen havde presset på for at få et hurtigt valg, fordi den mente at have et forspring, og den sene afholdelse af valget var muligvis også en fordel for CDA, fordi økonomien bedrede sig i løbet af de fem måneder. Det blev en fremherskende diskussion i valgkampen, om bedringen skete på grund af – eller på trods af – den højreorienterede regering.

### Sprængning af "Fortuynisterne"
Efter regeringens fald meddelte flere små nye højreorienterede partier, at de ville stille op ved valget. De fleste af disse kom enten fra resterne af Pim Fortuyns parti (Pim Fortuyns liste, LPF) eller fra det liberale VVD. I perioden frem til valget var der blandt disse små partier et kaotisk forløb med udtrædelser, nydannelser og partiskift. Marco Pastors fra Rotterdam og parlamentsmedlemmet Joost Eerdmans fra LPF dannede partiet Eén NL. Partij voor Nederland anførtes af den tidligere LPF-minister Hilbrand Nawijn, mens Wilders rekrutterede kandidater til sit nye frihedsparti (Partij_voor_de_Vrijheid), som ville stille op ved valget. Nawijn og Wilders var begge løsgængere i parlamentet på dette tidspunkt, mens Eerdmans havde dannet "Group Eerdmans-Van Schijndel" sammen med tidligere parlamentsmedlem for VVD Anton van Schijndel. To andre politikere fra LPF var blevet løsgængere uden at have stiftet nye partier: Gerard van As, der var tidligere partiformand, og Gonny van Oudenallen. Margot Kraneveldt forlod også LPF, men afgav sit sæde til partiet og sluttede sig til det socialdemokratiske PvdA. I mellemtiden meddelte LPF, at det også ville stille op til valget under navnet "Fortuyn", anført af Olaf Stuger, der var parlamentsmedlem i perioden 2002-2003 og vendte tilbage i 2006 for at indtræde i stedet for Gerard van As.

### Afsked med prominente politikere
Adskillige fremtrædende politikere meddelte, at de ville træde tilbage før valget, så nogle kommentatorer talte om en stor udvandring. Hos det liberale VVD afgik den tidligere gruppeformand for partiet Jozias van Aartsen, hans viceformand Bibi de Vries, den nuværende ordfører Frans Weisglas og ministrene Hans Hoogervorst, Sybilla Dekker, statssekretær Melanie Schultz van Haegen og Henk van Hoof. Hos CDA trådte ministrene Cees Veerman og Karla Peijs tilbage tillige med statssekretær Clemence Ross. Både D66's hidtidige formand Lousewies van der Laan og hendes forgænger Boris Dittrich meddelte ligeledes, at de ikke søgte genvalg.

### Tyrkisk-hollandske kandidater og det armenske folkedrab
Den 26. september 2006 blev en kandidat for arbejderpartiet, Erdinç Saçan, fjernet fra opstillingslisten, fordi han ikke ville støtte partiets linje, der lagde skylden for det armenske folkedrab på bevægelsen Unge Tyrker. Samme aften meddelte CDA, at to af deres kandidater, Ayhan Tonca og Osman Elmaci, var blevet fjernet af samme grund. Begge partier var enige om, at alle medlemmer åbent skulle støtte partiets holdning til dette følsomme menneskerettighedsspørgsmål. Emnets følsomhed blev understreget, da formanden for det tyrkiske parlament, Bülent Arınç, truede Holland med at tage diplomatiske forholdsregler som gengæld for denne handling. Namik Tan, talsmand for det tyrkiske udenrigsministerium, udtalte, at "vi er dybt bekymrede over at de politiske partier i vor allierede Holland udviser en ensidig stillingtagen til det såkaldte armenske folkedrab, eftersom dette begrænser ytringsfriheden." Arbejderpartiets leder Wouter Bos udtalte senere, at udtrykket "folkedrab" bruges for letfærdigt, og at han hellere vil tale om det "armenske spørgsmål."

### Mishandling af irakiske fanger i 2003
Avisen De Volkskrant publicerede en uge før valget en historie om, at hollandske soldater havde "tortureret" irakiske fanger i Irak i 2003. Forsvarsminister Henk Kamp beordrede straks en ny undersøgelse af sagen, men sagde samtidig, at tidligere information om den samme sag ikke havde ført til, at militærpolitiet og den hollandske anklagemyndighed iværksatte efterforskning. De venstreorienterede partier, herunder arbejderpartiet PvdA, som forlangte en øjeblikkelig parlamentarisk undersøgelse, blev senere irettesat af militærchefen Dick Berlijn, der erklærede, at oppositionen tilsmudsede the hollandske forsvarsministerium til trods for, at der intet var sket i Irak. Mark Rutte, lederen af VVD, gik så vidt som til at sige, at hele Irak-historien var en manipulation for at påvirke valgets udfald.
I et åbent brev til De Volkskrant på valgdagen skrev forsvarsminister Kamp, at nyheden om den påståede mishandling var vildledende, og at De Volkskrants redaktør burde føle sig misbrugt af sine kilder til denne historie. Forsvarsministeriet forlanger nu et dementi af historien fra De Volkskrant.
Det hollandske tidsskrift Elsevier rapporterede senere (i januar 2007), at arbejderpartikandidaten Ton Heerts (nr. 5 på PvdA's liste) havde "rådgivet" De Volkskrant om, hvordan historien skulle skrives.

### Stemmevejledninger
Adskillige organisationer fremkom med vejledning til vælgerne i at beslutte sig i forhold til det store antal partier. Et organ under regeringen, Instituttet for offentlighed og politik (IPP), udarbejdede "Stemwijzer" ("Stemmevejviseren"). Den fremsatte tredive påstande som "borgerne burde vælge statsministeren", og vælgeren kunne angive sin holdning til påstandene ved at vælge "enig", "uenig" eller "ved ikke". Stemwijzer viste derpå, i hvor høj grad vælgeren var i overensstemmelse med hvert parti ved at vise disse i rækkefølge efter svarene og anbefalede at stemme på det parti, som var nærmest. Stemwijzer har været benyttet ved valg til parlamentet, EU og lokalvalg siden 1989.
"Kieskompas" ("Stemmekompasset") var et alternativ og en konkurrent til Stemwijzer, som var udarbejdet af avisen Trouw i samarbejde med Amsterdams frie universitet. Systemet havde til hensigt at give betydeligt mere information. Vælgere kunne først vise deres støtte til 36 forslag på en skala med fem valgmuligheder. Derefter kunne de angive, om de mente, at den nuværende regering havde regeret godt, og endelig om de anså partilederne for at være kompetente og troværdige. Vælgerne så derefter deres egen og partiernes position i et diagram med to akser og fik angivet, hvilket parti – og også hvilken mulig regeringskoalition – som lå nærmest deres valg
Andre hjælpeværktøjer var "Wie Kies Jij?" ("Hvem stemmer du på") fra IPP, som udvalgte den perfekte kandidat efter alder, køn, spisevaner og politisk erfaring og Stomwijzer ("Den dumme vejviser"), som gjorde nar af Stemwijzer, men stadig gav fornuftige råd om stemmeafgivelsen.

### De Stemming 2006
Komikeren Freek de Jonge havde et 'valgshow' ('verkiezingsconference') på det offentlige tv aftenen før valget. Showet hed "De Stemming 2006" (en tvetydig titel, som både kan betyde "afstemningen i 2006" og "stemningen i 2006") I hans ironiske show, som udelukkende handlede om valget, gjorde han grin med kandidaterne, idet han udtalte, at det ville han gøre med dem alle og således ikke favorisere nogen enkeltkandidat. Dette var anden gang, han gennemførte et sådant show. Det første var ved valget i 2003, hvor det nåede en 33.-plads på listen over årets mest sete tv-udsendelser i Holland. Dette års show blev set af mere end 2 millioner seere

## Afstemningen

### Striden om afstemningsmaskinerne
En rapport fra aktionsgruppen Wij vertrouwen stemcomputers niet (Vi stoler ikke på afstemningsmaskiner) opregnede alvorlige sikkerhedsbrister i de Nedap afstemningsmaskiner som bruges ved valget. Rapporten var offentlig og blev behandlet i et program på nationalt tv . Den påviste, at det var overraskende let at åbne stemmemaskinen, og at elektronikken kun var beskyttet af en meget simpel lås, så udskiftning af både software og hardware relativt let kunne foretages (for eksempel en simpel udskiftning af et hukommelsesmodul, hvilket også betød, at der ikke var benyttet kryptering af hukommelsen med stemmeafgivningerne). Afstemningsmaskiner af fabrikatet Nedap benyttes af 90% af de hollandske vælgere. En anden type maskine fremstilles af SDU og kaldes "NyStemme". Den er pc-baseret og bruger en berøringsfølsom skærm i stedet for knapper. Begge systemer mangler dokumentation på papir, så i tilfælde af tvivl om resultatet er en ikke-elektronisk omtælling ikke mulig. Kun ti små distrikter bruger stadig papir og blyant.
Wij vertrouwen stemcomputers niet har truet med at anlægge sag mod ministeren Atzo Nicolaï, eftersom de betvivler hans forsikringer om, at valgsvindel ikke vil forekomme. Som svar på indvendingerne indførte Nicolaï nye sikkerhedsforanstaltninger omkring maskinerne, idet Nedap blev sat til at kontrollere alle maskiner for ulovlige indgreb, installere nye hukommelseskredse og software med større beskyttelse mod hackere, og endelig blev alle maskiner forseglet.
Efter inspektioner foretaget den 30. oktober fastslog regeringen, at der var et problem med SDU-afstemningsmaskinerne, fordi de trådløst kunne aflyttes inden for en radius af 10 meter, så en hemmelig stemmeafgivelse ikke kunne garanteres. Maskinerne, som benyttes i 35 kommuner, bl.a. i Amsterdam, måtte forbedres eller udskiftes inden valget. Mange kommuner, også Amsterdam, besluttede at skifte til gammeldags afstemning med papir og blyant i stedet for at benytte SDU-maskinerne.

### Forsøg
Der blev udført to forsøg i forbindelse med dette valg:
"Stemmen in een Willekeurig Stemlokaal" (SWS) ('stemmeafgivelse i et tilfældigt valglokale)
Eftersom mange ikke kunne komme til at stemme på grund af problemer med dette forsøg, har en gruppe borgere krævet, at valget nulstilles for alle de 311 afstemningssteder, hvor forsøget blev foretaget.
Et andet forsøg var med "Kiezen Op Afstand" (KOA) ('fjernvalg'), også kaldet eksperimentet med "internetstemmen" (internet-afstemning).
I et forsøg i Breukelen blev en afstemningsmaskine placeret på en tankstation. For at kunne benytte den, måtte imidlertid beboere fra andre byer end Breukelen først have fået ændret deres almindelige valgkort ('stempas') til et særligt kort. ('kiezerspas').

## Valgregler og mandatfordeling
Valg til andetkammeret i det hollandske parlament sker ved rene forholdstalsvalg uden spærregrænse. For at få medlemmer indvalgt i parlamentet må et parti dog kommer over kiesdeler-tærsklen, der fremkommer ved at dividere det samlede antal afgivne stemmer med antallet af pladser i parlamentet (150), hvilket i procent betyder en grænse omkring 0,67%. Hvert parti får derefter først det antal mandater svarende til det hele tal, som opnås ved at dividere partiets stemmetal med kiesdeler-tallet. De resterende pladser fordeles mellem partierne efter D'Hondts metode. For at udnytte denne bedst muligt indgår partierne ofte listeforbund, men der tages ved beregningen ikke hensyn til partier, som ikke når over kiesdeler-grænsen, heller ikke, selvom disse har indgået listeforbund med et parti over grænsen.
Valget af kandidater sker i hovedreglen efter deres placering på partiets liste, men vælgerne har mulighed for at stemme personligt og derved ændre den rækkefølge, partierne har fastlagt. I reglen kommer alle stemmen kun listens samlede resultat til gode, men den, der med personlige Voorkeurstemmen kommer højt nok op på listen og som samtidig har fået så mange, at de overstiger den såkaldte Voorkeursdrempel-grænse, som er 25% af Kiesdeler-tallet, kan "sprænge" listen og blive valgt i stedet for en foranstående kandidat.

## Partier og spidskandidater
Over 20 partier opstillede i mere end en af de i alt 19 valgkredse. Følgende opnåede sæde i parlamentet:
- Christen Democratisch Appèl, partiformand Jan Peter Balkenende
- ChristenUnie, partiformand André Rouvoet
- Democraten 66, partiformand Alexander Pechtold
- GroenLinks, partiformand Femke Halsema
- Partij van de Arbeid, partiformand Wouter Bos
- Partij voor de Dieren, partiformand Marianne Thieme
- Partij voor de Vrijheid, tidligere Groep Wilders, partiformand Geert Wilders
- Socialistische Partij, partiformand Jan Marijnissen
- Staatkundig Gereformeerde Partij, partiformand Bas van der Vlies
- Volkspartij voor Vrijheid en Democratie, partiformand Mark Rutte

## Valgresultat (med resultatet i 2003)
| Partifarve og partinavn | Partifarve og partinavn                       | Pct 2003 | Mandater 2003 | Stemmer 2006 | Pct 2006 | Mandater 2006 |
| | Christen Democratisch Appèl (CDA)             | 28,6     | 44            | 2,608,573    | 26,5     | 41            |
| | Partij van de Arbeid (PvdA)                   | 27,3     | 42            | 2.085.077    | 21,2     | 33            |
| | Socialistische Partij (SP)                    | 6,3      | 9             | 1.630.803    | 16,6     | 25            |
| | Volkspartij voor Vrijheid en Democratie (VVD) | 17,9     | 28            | 1.443.312    | 14,7     | 22            |
| | Partij voor de Vrijheid (PVV)                 | -        | -             | 579.490      | 5,9      | 9             |
| | GroenLinks (GL)                               | 5,1      | 8             | 453.054      | 4,6      | 7             |
| | ChristenUnie (CU)                             | 2,1      | 3             | 390.969      | 4,0      | 6             |
| | Democraten 66 (D66)                           | 4,1      | 6             | 193.232      | 2,0      | 3             |
| | Partij voor de Dieren (PvdD)                  | 0,5      | 0             | 179.988      | 1,8      | 2             |
| | Staatkundig Gereformeerde Partij (SGP)        | 1,6      | 2             | 153.266      | 1,6      | 2             |
| | andre                                         | 0,8      | 0             | 100.919      | 1,0      | 0             |
| I alt | I alt                                         |          |               | 9.838.683    | 100      | 150           |
| Afgivne stemmer og stemmeprocent | Afgivne stemmer og stemmeprocent              |          |               | 9.854.998    | 80,4     |               |
| Kilde: "Uitslag van de Tweede Kamerverkiezing van 22 november 2006". Kiesraad. Arkiveret fra originalen 8. december 2006. Hentet 30. november 2007. |                                               |          |               |              |          |               |

## Resultater
Kiesdeler-grænsen kom i 2006 til at ligge ved 65.591 stemmer og grænsen for valg ved personlige stemmer (Voorkeurstemmen ) dermed ved 16.397 stemmer (25%). Siden valget i 1971 har det været frivilligt at afgive sin stemme, og valgdeltagelsen nåede 80,35% og var dermed højere end i 2003. Højeste valgdeltagelse nåedes på øen Schiermonnikoog med 94,23%.
Af hensyn til fordelingen af restmandater var der dannet listeforbund mellem socialistpartiet (SP) og GreenLeft og mellem CU og SGP. Herved blev restmandaterne fordelt med et mandat til GL-SP-alliancen, to til CDA, to til PvdA samt et mandat til både D66 og PVV. Disse partier er derfor ganske lidt overrepræsenteret i parlamentet.
Hos VVD fik ministeren Rita Verdonk 620.555 stemmer og overgik dermed partiets spidskandidat Mark Rutte, der fik 553.200. Det var første gang, en spidskandidat blev henvist til andenpladsen.
Fatma Koser Kaya fra D'66 var ved dette valg den eneste kandidat, som fra en ugunstig placering på partilisten blev valgt til parlamentet. Hun fik 34.564 personlige stemmer (Voorkeurstemmen ) og rykkede dermed op fra plads nummer seks til andenpladsen og fik det ene af partiets 3 pladser.
Det mest beskedne resultat (i alt 144 stemmer) blandt alle deltagende lister fik 'Tamara's Open Partij', en enkeltkandidat, som kun kandiderede i en enkelt af de 19 valgkredse.

## Regeringsdannelse
Valgresultatet gjorde forhandlingerne om dannelsen af en koalitionsregering vanskelige. De regerende kristelige demokrater under statsminister Balkenende var stadig største parti, men uden nok mandater til at kunne danne en "stor koalition" med PvdA. En tredje koalitionspartner var nødvendig, og her var socialisterne, der som den egentlige sejrherre ved valget nu var tredjestørste parti, og midterpartiet ChristenUnie, som ligeledes kom styrket ud af valget, de mest nærliggende kandidater.
Dronning Beatrix udnævnte 25. november statsrådsmedlemmet Rein Jan Hoekstra (CDA) til Informateur med den opgave at sondere mulighederne for etablering af en levedygtig regeringskoalition. Regeringen (Balkenende III) fortsatte i mellemtiden som forretningsministerium.
Efter en første forhandlingsrunde med alle partiledere fra de valgte partier erklærede Hoekstra den 5. december, at han ville arbejde hen mod en koalition mellem CDA, PvdA og SP. En uge senere meddelte han imidlertid efter mere indgående rådslagninger med Balkenende (CDA), Bos (PvdA) og Marijnissen (SP), at han ikke længere så mulighed for en regering mellem disse tre partier, især på grund at store forskelle i indstilling mellem de kristelige demokrater og socialisterne.
Efter en fornyet forhandlingsrunde med partilederne foreslog Hoekstra i sin afsluttende beretning den 19. december dannelsen af en koalition mellem CDA, PvdA og ChristenUnie. Som sin efterfølger anbefalede han samtidig den tidligere formand for det socialøkonomiske råd Herman Wijffels, der i tilknytning hertil fik til opgave at forhandle et regeringsgrundlag i konkrete forhandlinger mellem de tre partier.
Denne nye forhandlingsrunde begyndte den 3. januar 2007, og den 6. februar godkendte parlamentsgrupperne for de tre deltagende partier den forhandlede koalitionsaftale.
Dronning Beatrix udnævnte herefter officielt Jan Peter Balkenende til "formateur" (leder af regeringsdannelsen) den 9. februar. Han sammensatte et kabinet, hvori ministerposterne var fordelt med 8 til CDA, 6 til PvdA og 2 til ChristenUnie. Regeringen Balkenende IV blev taget i ed af dronningen den 22. februar.